# زاویه باراشه
زاویه باراشه (فرانسوی: Xavier Barachet‎؛ زادهٔ ۱۹ نوامبر ۱۹۸۸) بازیکن هندبال اهل فرانسه است.
وی همچنین برندهٔ جوایزی همچون لژیون دونور (شوالیه) شده‌است.